# 1682 az irodalomban
Az 1682. év az irodalomban.

## Új művek
- Ihara Szaikaku „regénye”, a Kósoku icsidai otoko (Egy szerelmes természetű férfi élete).
- John Bunyan: The Holy War (A szent háború).
- John Dryden új költeményei: MacFlecknoe (gúnyvers), Religio Laici (A laikus vallása), The Medal (Az érem).
- Pierre Bayle: Pensées diverses sur la comète (Elegyes gondolatok az üstökös kapcsán).

### Dráma
- Thomas Otway: Venice Preserv'd (A megóvott Velence) című tragédiája.

## Halálozások
- április 14. – Avvakum protopópa orosz pap, író (* 1620)